# Бербелетешть
Бербелетешть, Бербелетешті (рум. Bărbălătești) — село у повіті Арджеш в Румунії. Входить до складу комуни Валя-Яшулуй.
Село розташоване на відстані 137 км на північний захід від Бухареста, 39 км на північ від Пітешть, 121 км на північний схід від Крайови, 85 км на південний захід від Брашова.

## Населення
За даними перепису населення 2002 року у селі проживали 163 особи, усі — румуни. Усі жителі села рідною мовою назвали румунську.